# Warren Covington
Warren Covington (7. srpna 1921 Filadelfie – 24. srpna 1999 New York) byl americký jazzový pozounista. Svou kariéru zahájil již koncem třicátých let, kdy hrál s Ishamem Jonesem. Později působil jako domovský hudebník rozhlasové stanice CBS. Později hrál s Ralphem Flanaganem. Během své kariéry spolupracoval s mnoha dalšími hudebníky, mezi něž patří například Yusef Lateef, Randy Weston, Gene Krupa, Charles Mingus a Don Sebesky.